# Shō Boku
Shō Boku (尚穆 (Thượng Mục)  3 tháng 5, 1739－19 tháng 2, 1794) là vị vua thứ 14 của nhà Shō II tại vương quốc Lưu Cầu. Ông trị vì từ năm 1752 đến năm 1794. Shō Boku là trưởng tử của vua Shō Kei, nguyên danh là Trung Thành Vương Tử Triều Khương. Shō Boku đã có cống hiến nhất định trong việc kiến thiết pháp chế của Lưu Cầu.
Năm 1752, vua Shō Kei tạ thế, Shō Boku kế vị. Năm 1754, do cảng Naha bị tắc nghẽn, thuyền lớn khó thông hành, vì nghênh tiếp sứ thần sắc phong của nhà Thanh, Shō Boku đã lệnh cho án ti Hướng Thông khai thông luồng nước, nạo vét bùn. Năm 1755, hoàng đế Càn Long phái thị độc hàn lâm viện Toàn Khôi đến sắc phong sang Lưu Cầu.
Năm 1771, tại Quần đảo Yaeyama xảy ra động đất 8 độ Richter, gây nên sóng thần, có nơi ghi là cao đến 80 mét. Đây là thảm họa sóng thần lịch sử của quần đảo Ryukyu.
Năm 1788, trưởng tử của ông là Shō Tetsu bị bênh chết, thứ tử là Shō On trở thành vương thế tôn. Năm 1793, nhân việc Nakagami và Kunigami nhiều năm liền bị khô hạn và cháy rừng, Shō Boku cử pháp ti Hướng Thiên Địch đi tuần thị, loại bỏ những cây bị cháy và trồng mới. Năm sau, ông mất do bệnh tật